# Júnior (futebolista, 1954)
Leovegildo Lins Gama Júnior (João Pessoa, 29 de junho de 1954), mais conhecido como Júnior, Maestro Júnior ou Júnior Capacete, é um ex-futebolista e ex-treinador brasileiro que atuava como lateral-esquerdo. Atualmente trabalha como comentarista esportivo na TV Globo.
Como jogador, era ambidestro e polivalente, bom marcador e grande distribuidor de jogadas, independente da posição. A facilidade para jogar bem com as duas pernas o permitiu atuar como lateral-esquerdo, direito, volante ou meio-campista. Jogador de extrema técnica e rara habilidade, tinha grande visão de jogo, precisão nos passes, e era ótimo cobrador de faltas e escanteios (tendo feito inclusive alguns gols olímpicos). Segundo o próprio, seu nome é referência ao rei visigodo Leovigildo.
Fez fama atuando pelo Flamengo, onde jogou 865 partidas, sendo o jogador que mais vezes vestiu a camisa rubro-negra. Pelas contas do site Fla-Estatística, foram 876 jogos entre 6 de novembro de 1974, quando entrou no lugar de Humberto Monteiro em um amistoso contra o Operário, e 19 de agosto de 1993, quando disputou dois amistosos de 45 minutos cada contra Zaragoza e Internazionale. Júnior participou de 508 vitórias, 212 empates e 156 derrotas, marcando 78 gols. Em 2020, em um ranking elaborado por especialistas dos jornais O Globo e Extra, figurou na 2ª posição entre os maiores ídolos de futebol da história do Clube de Regatas do Flamengo, atrás apenas do Zico.
Em 1981, foi eleito o 3º Melhor Jogador da América do Sul[carece de fontes?] e, pela revista italiana Guerin Sportivo, o 7º Melhor Jogador do Mundo no Ano. Em 2020, foi indicado pela FIFA como um dos elegíveis para o Time dos Sonhos da Bola de Ouro.

## Carreira no futebol

### Como jogador
Nascido em João Pessoa, na Paraíba, Junior desembarcou na cidade Rio de Janeiro ainda quando criança, criando o hábito de jogar futebol na orla carioca.
Foi assistindo a uma dessas peladas que o então técnico da base do Flamengo, Modesto Bría, convidou o ambidestro Júnior para testes entre os jovens rubro-negros.
Neste meio tempo, porém, chegou a jogar futebol de salão no Sírio Libanês.

#### Flamengo
A habilidade e a visão de jogo apuradas fizeram com que ele fosse aceito. Nas categorias de base, atuava como volante.
Em apenas um ano nas categorias de base, teve sua primeira oportunidade entre os profissionais. Atuando como lateral-direito, estreou em 1974, obtendo destaque logo de cara.
O primeiro grande momento da carreira foi a reta final do Carioca de 1974. Na decisão do terceiro turno, vitória de 2–1 contra o América, gols de Zico e do lateral-direito Júnior. No primeiro jogo do triangular decisivo, mais uma vitória por 2–1 contra o América, gols de Jayme e mais uma vez do lateral direito Júnior. Depois dessas duas vitórias, bastou, ao time e ao seu lateral direito artilheiro, empatar com o Vasco em 0–0 e conquistar seu primeiro título com a camisa rubro-negra.
Em 1976, dois anos após sua profissionalização, uma mudança definitiva marcaria sua carreira. Após a chegada de Toninho ao clube, o treinador Cláudio Coutinho improvisou Júnior na lateral-esquerda, deixando no banco de reservas Vanderlei Luxemburgo. Nesta posição, Junior se mostrou um jogador muito mais útil ao time. Com a eventual promoção aos titulares de Leandro em 1978, Junior nunca mais voltaria a atuar pela lateral-direita, mesmo a pedidos para que voltasse à posição de origem.
Em 1981, recebeu até propostas do Real Madrid, mas o coração falou mais alto.
| “        | "Eu poderia ter ido para Europa antes de 82, tive uma proposta do pessoal do Real Madrid depois do Mundialito do Uruguai em 81, mas naquela época não me entusiasmou muito esse negócio de ir embora. Jogava num clube que ganhava sempre, tinha um ótimo salário, tinha a minha família, então, não tinha a necessidade de ir para fora." | ” |
| — Júnior | |   |

Em 1984 não teve jeito. O Flamengo precisava de dinheiro, e após 10 anos e 44 gols marcados, ele foi vendido para o Torino, da Itália.

#### Futebol italiano

##### Torino
Por aproximadamente 2 milhões de dólares, o Torino adquiriu o lateral brasileiro, de 30 anos, para ser a principal peça de seu time.
Com uma idade mais avançada, Junior pediu para ser deslocado para atuar mais avançado, preservando-se mais para poder continuar sua carreira por mais tempo. Passou a ser chamado também de Leo Junior.
E foi assim, atuando no meio de campo, que logo no ano de sua estreia, conduziu o time de Turim ao vice-campeonato italiano. Ele marcou sete gols e foi, ao lado do meio-campista Giuseppe Dossena, o maestro do time treinado por Luigi Radice. Não a toa ele foi eleito o melhor jogador daquele campeonato, que contava com jogadores do quilate de Diego Maradona, Michel Platini, Karl-Heinz Rummenigge, Falcão e Zico (os dois brasileiros já de despedida).
O primeiro ano de Júnior na Itália, apesar da idolatria da torcida do time de Turim, teve também algumas turbulências sérias. Ele sofreu racismo em duas oportunidades. O primeiro caso aconteceu em um duelo contra o Milan, onde foi insultado durante toda a partida no San Siro, sendo ainda alvo de mais xingamentos e cusparadas quando saía do estádio ao lado de seus parentes. Na outra ocasião, sofreu com torcedores da Juventus que levaram ao dérbi faixas ofensivas ao jogador, mencionando principalmente a cor de sua pele. Como resposta, a torcida do Torino levou cartazes de apoio, com os dizeres "Melhor negro do que juventino".
Em seu segundo ano pelo clube, Júnior manteve seu futebol de alto nível, sendo novamente a principal peça de um Torino que chegou ao quarto lugar da Serie A.

##### Pescara
Em 1987, alguns desentendimentos com o treinador Luigi Radice o fizeram ser negociado com o Pescara, que havia acabado de subir para a Serie A. Junior tornou-se, assim, o primeiro estrangeiro a vestir a camisa do clube. Ganhou logo de cara a faixa de capitão e ajudou o clube a manter-se na Primeira Divisão.
Em seu segundo ano no Pescara, apesar de não ter conseguido ajudar a equipe a manter-se na Primeira Divisão, ele foi eleito o segundo melhor estrangeiro da Serie A, ficando à frente de nomes como Careca, Ruud Gullit, Frank Rijkaard, Marco van Basten e Diego Maradona, perdendo apenas para Lothar Matthäus, que levou a Internazionale a um Scudetto cheio de recordes.
Em sua despedida do futebol italiano, ele recebeu uma bela homenagem do Pescara: uma partida entre as seleções de Brasil e Itália da Copa do Mundo de 1982.

##### Retorno por empréstimo ao Torino
Em junho de 1991 (já vestindo novamente a camisa do Flamengo) foi emprestado por alguns dias pelo Fla ao Torino para disputar a Copa Mitropa, vencida pelo time grená sobre o Pisa.
Em 2006, no centenário do Torino, mostrando toda a idolatria do clube para com a sua pessoa, Júnior foi homenageado.

#### Retorno ao Flamengo
Em 1989, aos 35 anos e a pedido de seu filho, que nunca o vira jogar pelo Flamengo, Júnior voltou para comandar a equipe rubro-negra nas conquistas da Copa do Brasil de 1990, o Campeonato Estadual de 91 e o Brasileirão de 92.
Em 1992, atuando como meia, liderou o Flamengo ao título brasileiro, no Brasileirão daquele ano. Tal fato é considerado um feito, tendo em vista a idade avançada do então meia, com 38 anos. Neste último foi um autêntico maestro, pois de seus pés surgiriam as jogadas que surpreenderiam os rivais na reta final daquele campeonato. Júnior, aliás, marcou gols nos dois jogos decisivos contra o rival Botafogo: uma vitória por 3–0 e um empate por 2–2. O "Vovô-Garoto", como ficou conhecido na segunda fase em que esteve no time rubro-negro, viveu muitos dias de glória no clube, fazendo 77 gols ao todo com a camisa rubro-negra.
| “                                                                                           | "Não sei se trocaria a conquista de uma Copa do Mundo pelos quatro campeonatos brasileiros, a Taça Libertadores e a Copa Intercontinental que ganhei no Flamengo." | ” |
| — Júnior, ao ser questionado se ficou alguma frustração por não ter ganho uma Copa do Mundo | |   |

Júnior encerrou sua carreira futebolística em 93. Chegou a receber propostas para defender outras equipes, entre elas o Botafogo, mas não desistiu de sua aposentadoria.

#### Seleção Brasileira

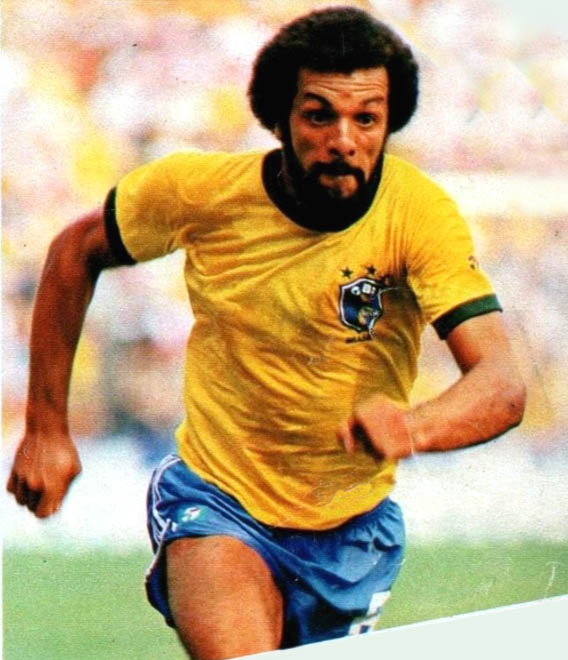
Junior jogando pela Seleção Brasileira em 1983

Júnior começou a escrever seu nome com a camisa canarinho a partir de 1976. Inicialmente, o craque disputou as Olimpíadas de Montreal, em 1976.
Depois dos Jogos Olímpicos, integrou uma lista da CBD com 72 jogadores que seriam observados por Cláudio Coutinho durante o Campeonato Brasileiro de 1977, tendo vista a Copa do Mundo da Argentina no ano seguinte. Foi preterido pelo técnico, que preferiu improvisar o zagueiro Edinho como lateral na Copa.
A partir de 1979, porém, Júnior passou a ser nome certo nas convocações da Seleção Brasileira. Pela Seleção Brasileira principal, o lateral atuou em 88 partidas entre os anos de 1979 e 1992, registrando oito gols. Na Copa do Mundo de 1982, fez parte do que é considerado um dos maiores times que o futebol já produziu. Na partida contra a Argentina, fez seu único gol em Copas do Mundo. Ao receber um belo passe de Zico, o camisa 6 surgiu como surpresa, invadiu a área e bateu rasteiro, tirando do alcance do goleiro Ubaldo Fillol. A Seleção Brasileira bateu o time do novato Diego Maradona por 3–1.
Sua maior conquista com a amarelinha foi o vice-campeonato da Copa América de 1983. Participou também da Copa do Mundo de 1986. Júnior foi o destaque da secção “20 Perguntas” da revista Playboy de maio de 1986.

### Estilo de jogo e características
Júnior era conhecido por sua técnica e trabalho em equipe, bem como sua versatilidade. Ambidestro, Junior começou sua carreira jogando como lateral-direito, mas fez sucesso quando passou a jogar de lateral-esquerdo. Com isso, quando no ataque, ele puxava a bola para o centro do campo, e não necessariamente à linha de fundo, o que confundia o marcador. Um exmeplo disso foi o gol que ele fez contra a Alemanha, num amistoso. Com uma inteligência tática acima da média, Junior passou a atuar como meio-campista mais pro final de sua carreira, distinguindo-se por sua capacidade de organizar a manobra ofensiva, bem como por sua capacidade de cumprir tarefas defensivas, bem como por elegância e sabedoria tática. Conforme a FIFA. ele era tão capaz de "orquestrar movimentos de ataque como cumprir seu mandato defensivo". Além de suas habilidades de criação de jogadas, ele era um excelente batedor de faltas e de pênaltis.

### Como treinador
Encerrou a carreira de jogador em 1993 e no mesmo ano assumiu a função de treinador do time do Flamengo, substituindo Evaristo de Macedo e ficando no clube até 1994. Retornou ao clube em 1997, dessa vez no lugar de Joel Santana.
Nestas duas oportunidades, ele levou o clube ao vice no Campeonato Carioca de 1994. Totalizou 35 vitórias, 21 empates e 20 derrotas em 76 partidas.
Período como treinador do Flamengo
| Início                 | Fim                 | Primeiro Jogo                                  | Último Jogo                                  |
| ---------------------- | ------------------- | ---------------------------------------------- | -------------------------------------------- |
| 18 de setembro de 1993 | 13 de maio de 1994  | 18 de Setembro de 1993 (Flamengo 2x1 Cruzeiro) |                                              |
| 16 de janeiro de 1997  | 13 de abril de 1997 |                                                | 13 de Abril de 1997 (Flamengo 1x1 Madureira) |

| Partidas | Vitórias | Empates | Derrotas | Aproveitamento |
| -------- | -------- | ------- | -------- | -------------- |
| 67       | 33       | 18      | 16       | 58,20%         |

Foi ainda técnico do Corinthians em 2003, mas entregou o cargo após três rodadas.
| “ | "No Corinthians, me venderam um projeto que não era verdade, me contaram uma história que iria acontecer e a história nem ia acontecer, não ia acontecer porque não tinha grana, tinha um monte de coisa que não ia acontecer e eu só fui perceber isso depois." | ” |

Em 2004 assumiu a função de gerente de futebol do Flamengo, ficando na função até o final daquele ano.

### Como jogador de futebol de areia
Depois de sua aposentadoria dos campos, Júnior partiu para uma grande empreitada: a de alavancar o até então incipiente futebol de areia à condição de esporte reconhecido e sucesso de público. Participou das primeiras grandes conquistas da Seleção Brasileira de Futebol de Areia, tendo depois a companhia de outros grandes craques do campo, como Zico, Edinho, Paulo Sérgio e Cláudio Adão.
É considerado por muitos o maior jogador da história do Futebol de Areia.

### Outros trabalhos
Um convite de Carlos Alberto Parreira, então técnico da Seleção Brasileira, para ser observador na Copa de 1994, o fez descobrir uma nova vocação."Era uma oportunidade de participar de uma Copa em outra função e adorei. E acho que foi aí que surgiu a vontade de ser comentarista."
Seus primeiros trabalhos como comentarista foram nos canais SporTV e Premiere, onde trabalhou de 1998 a 2003.
Em 2005, ele assinou contrato com a Rede Record de Televisão. Ficou um ano na emissora da Barra Funda e depois voltou a comentar pela Rede Globo de Televisão. Desde então ele trabalha para a equipe de esportes da TV Globo, sendo o comentarista titular dos jogos de times do Rio de Janeiro. Como comentarista dos canais da Globo, participou de todas as Copas do Mundo desde 1998.
Em 2006, Junior foi um dos três jurados do reality show esportivo Joga Bonito, apresentado pela Band.
Além disso, desde 2012 é membro do Conselho Fiscal da AGAP - Associação de Garantia ao Atleta Profissional do Rio de Janeiro (mandato 2012–2016).

## Carreira como cantor e sambista
| “ | "A música na minha vida é tão importante como o futebol. Minha relação com ela é muito forte." | ” |

Júnior também fez sucesso fora dos gramados e areias como cantor. O que pouca gente sabe é que sua formação como sambista começou cedo, logo aos oito anos, quando aprendeu a tocar pandeiro observando as rodas de samba que o tio promovia no Rio de Janeiro.
Em 1982, poucos meses antes da Copa do Mundo da Espanha, Júnior gravou um compacto com a música Povo Feliz, que ficou mais conhecida como "Voa, Canarinho". A música virou a trilha sonora da Seleção Brasileira naquela Copa e o compacto vendeu mais de 800 mil cópias. O lado B deste compacto tem a música "Pagode da Seleção", que não obteve tanta repercussão.
Meses antes da gravação deste compacto, Júnior já havia gravado o LP "Junior", pela RCA Victor, registrando os sambas "Tenha dó" e "Ser Mangueira (É ser feliz)".
Em 1986, Júnior gravou em compacto simples, o samba "Vibrar de novo", que mais tarde também seria incluído na coletânea "As 17 melhores músicas para a seleção na Copa de 90", da Som Livre.
Em 1990, gravaria o seu segundo álbum, intitulado "Tem Que Arrebentar!", pelo selo EMI.
Em 1995, ano do centenário do Flamengo, gravou o CD comemorativo do clube, com participações dos músicos Bebeto e Moraes Moreira.
Torcedor declarado da Estação Primeira de Mangueira, Junior todo ano desfila pela escola no Carnaval.
Além disso, Júnior tem um projeto na cidade do Rio que se chama "Samba dá Sopa", onde ele sempre leva um convidado do samba. Ele toca de 15 em 15 dias, e cobra somente o couvert artístico.

#### Discografia
Compactos
- 1982 - Voa, Canarinho / "Pagode da Seleção" (Compacto Simples, RCA Especial)
- 1985 - Macarrão na Feijoada (LP 12", Odeon)
- 1986 - Vibrar de Novo / Macarrão Na Feijoada ‎(LP 12", Odeon)

Álbuns
- 1982 - "Junior" (LP, RCA Victor)
- 1990 - "Tem Que Arrebentar!" (LP, EMI)[24]
- 1995 - "Uma Vez Flamengo, Sempre Flamengo" (Epic, Sony Music)[25]

##### junior (1982)
junior (sem acento, e com a primeira letra minúscula), também conhecido como Felicitações ao Campeão, é o nome do primeiro álbum da discografia do Júnior. Foi lançado em 1982, em formato LP, pela RCA Victor.
As informações sobre as faixas do álbum seguem abaixo:
| #  | Título da Faixa             | Composição                             |
| -- | --------------------------- | -------------------------------------- |
| A1 | Coisas da Vida              | Noca da Portela                        |
| A2 | Tenha Dó                    | Memeco – Betinho – Nando               |
| A3 | Ser Mangueira (É Ser Feliz) | Nonô do Jacarezinho – Memeco           |
| A4 | Você Zaranzou               | Alceu Maia                             |
| A5 | Apesar de Tudo              | Sombrinha – Dedé da Portela            |
| A6 | No Terreiro                 | Martinho da Vila – Luiz Carlos da Vila |
| B1 | Chamego                     | Jorge Aragão – Ruy Quaresma            |
| B2 | Vai Amanhecer               | Délcio Carvalho                        |
| B3 | Lavadeira                   | Dedé da Portela – Dida                 |
| B4 | Pior Que É                  | G. Martins – Tião do Cavaco            |
| B5 | Equilíbrio                  | Dedé Paraizo                           |
| B6 | Felicitações ao Campeão     | Rode do Jacarezinho                    |

##### Tem Que Arrebentar!
Tem Que Arrebentar! é o nome do segundo álbum da discografia do Júnior. Foi lançado em 1990, em formato LP, pela EMI.
As informações sobre as faixas do álbum seguem abaixo:
| #  | Título da Faixa | Composição | Duração |
| -- | --- | --- | ------- |
| A1 | Tem Que Arrebentar | Alceu Maia - Carlos Colla                                                                                     | 3:12    |
| A2 | Conselho | Adilson Bispo - Zé Roberto                                                                                    | 3:16    |
| A3 | Saco Cheio | Dona Fia - Marcos Antônio                                                                                     | 2:47    |
| A4 | Amigo É Pra Essas Coisas (Participação: Mestre Marçal)                                                                                         | Sílvio da Silva Júnior - Aldir Blanc                                                                          | 2:58    |
| A5 | Pagodinhos Pro Zeca: Tempo De Don Don / Só Pra Contrariar / Quando Eu Contar (Iaiá)                                                            | Nei Lopes / Arlindo Cruz - Sombrinha - Almir Guineto / Serginho Meriti - Beto Sem Braço                       | 4:28    |
| A6 | Verra Il Giorno (Participação: Toquinho) | Maurizio Fabrizio - Toquinho - Guido Morra                                                                    | 3:16    |
| B1 | Flamengo E Mangueira | Jair Binhote - Zé Neto                                                                                        | 3:17    |
| B2 | Homenagem Ao Fundo de Quintal (Participação: Alceu Maia): Isso é Fundo de Quintal / Morena Partiu / E Eu Não Fui Convidado / Eu Não Quero Mais | Leci Brandão - Zé Maurício / Sombrinha - Acyr Marques - Arlindo Cruz / Zé Luiz - Nei Lopes / Hélio dos Santos | 4:08    |
| B3 | Facho de Esperança (Participação: Tita) | Sereno - Julinho - Moysés Sant'Anna                                                                           | 3:32    |
| B4 | Menor Abandonado | Pedrinho da Flor - Mauro Diniz - Zeca Pagodinho                                                               | 4:04    |
| B5 | Macarrão Na Feijoada | Alceu Maia - Junior - Toninho Nascimento                                                                      | 3:45    |

##### Uma Vez Flamengo, Sempre Flamengo
Uma Vez Flamengo, Sempre Flamengo é o terceiro e último álbum de estúdio de Júnior. Lançado em 1995, todas as faixas são sobre o Flamengo, que comemorava o centenário no mesmo ano.
As informações sobre as faixas do álbum seguem abaixo:
| #  | Título da Faixa | Composição                                                                          | Duração |
| -- | --- | ----------------------------------------------------------------------------------- | ------- |
| 1  | Hino do Flamengo | Lamartine Babo                                                                      | 2:16    |
| 2  | Hino Rubro-Negro | Paulo de Magalhães                                                                  | 2:41    |
| 3  | Centenário de Paixão (Participação: João Bosco) | Evandro Bocão - Eduardo Martins - André Diniz                                       | 4:46    |
| 4  | Garra, Sangue e Raça (Participação: Bebeto) | Eros Fidelis - Bebeto                                                               | 3:41    |
| 5  | Medley das Torcidas: Conte Comigo, Mengão / Bahia de Todos os Deuses / Glória, Glória, Aleluia / When the Saints Go Marching In / Festa para um Rei Negro / O Campeão (Meu Time) | Domínio público / Manuel Rosa - Bala / Zuzuca do Salgueiro / Neguinho da Beija-Flor | 5:18    |
| 6  | Flamengol! (Participação: Moraes Moreira) | Moraes Moreira                                                                      | 4:04    |
| 7  | Samba Rubro Negro | Wilson Batista - Jorge de Castro                                                    | 2:47    |
| 8  | Pagode Do Mengão | Alceu Maia - Júnior                                                                 | 3:30    |
| 9  | Flamengo Maravilhoso (Música incidental: Cidade Maravilhosa) | Luiz Ayrão - André Filho                                                            | 3:30    |
| 10 | Eu Sou Flamengo | Almir Juliasse - J. F. Lattari                                                      | 4:12    |
| 11 | Uma Vez Flamengo | Adilson Torres - Caruso - David Corrêa - Déo                                        | 4:37    |

## Estatísticas
Atualizadas até 12 de outubro de 2003

### Como jogador

#### Clubes
| Clube             | Temporada         | Campeonato nacional | Campeonato nacional | Campeonato nacional | Copa nacional[a] | Copa nacional[a] | Copa nacional[a] | Competições continentais[b] | Competições continentais[b] | Competições continentais[b] | Outros torneios[c] | Outros torneios[c] | Outros torneios[c] | Total | Total | Total   |
| Clube             | Temporada         | Jogos               | Gols                | Assist.             | Jogos            | Gols             | Assist.          | Jogos                       | Gols                        | Assist.                     | Jogos              | Gols               | Assist.            | Jogos | Gols  | Assist. |
| ----------------- | ----------------- | ------------------- | ------------------- | ------------------- | ---------------- | ---------------- | ---------------- | --------------------------- | --------------------------- | --------------------------- | ------------------ | ------------------ | ------------------ | ----- | ----- | ------- |
| Flamengo          | 1974              | 0                   | 0                   | 0                   | —                | —                | —                | —                           | —                           | —                           | 11                 | 2                  | 1                  | 11    | 2     | 1       |
| Flamengo          | 1975              | 27                  | 0                   | 4                   | —                | —                | —                | —                           | —                           | —                           | 52                 | 0                  | 5                  | 79    | 0     | 9       |
| Flamengo          | 1976              | 20                  | 1                   | 3                   | —                | —                | —                | —                           | —                           | —                           | 45                 | 3                  | 2                  | 65    | 4     | 5       |
| Flamengo          | 1977              | 18                  | 0                   | 0                   | —                | —                | —                | —                           | —                           | —                           | 42                 | 2                  | 3                  | 60    | 2     | 3       |
| Flamengo          | 1978              | 25                  | 4                   | 2                   | —                | —                | —                | —                           | —                           | —                           | 50                 | 7                  | 4                  | 75    | 11    | 6       |
| Flamengo          | 1979              | 10                  | 1                   | 2                   | —                | —                | —                | —                           | —                           | —                           | 65                 | 5                  | 5                  | 75    | 6     | 7       |
| Flamengo          | 1980              | 20                  | 0                   | 5                   | —                | —                | —                | —                           | —                           | —                           | 42                 | 5                  | 6                  | 62    | 5     | 11      |
| Flamengo          | 1981              | 6                   | 0                   | 0                   | —                | —                | —                | 14                          | 0                           | 3                           | 39                 | 3                  | 6                  | 59    | 3     | 9       |
| Flamengo          | 1982              | 23                  | 0                   | 6                   | —                | —                | —                | 4                           | 1                           | 1                           | 29                 | 3                  | 1                  | 56    | 4     | 8       |
| Flamengo          | 1983              | 27                  | 0                   | 7                   | —                | —                | —                | 4                           | 0                           | 1                           | 31                 | 4                  | 5                  | 62    | 4     | 13      |
| Flamengo          | 1984              | 18                  | 0                   | 0                   | —                | —                | —                | 7                           | 0                           | 1                           | 2                  | 1                  | 0                  | 27    | 1     | 1       |
| Flamengo          | Total             | 194                 | 6                   | 29                  | 0                | 0                | 0                | 29                          | 1                           | 6                           | 408                | 35                 | 38                 | 631   | 42    | 73      |
| Torino            | 1984–85           | 26                  | 7                   | 5                   | 6                | 3                | 2                | 0                           | 0                           | 0                           | —                  | —                  | —                  | 32    | 10    | 7       |
| Torino            | 1985–86           | 30                  | 4                   | 8                   | 6                | 2                | 1                | 4                           | 1                           | 1                           | —                  | —                  | —                  | 34    | 5     | 0       |
| Torino            | 1986–87           | 30                  | 1                   | 1                   | 7                | 0                | 0                | 8                           | 0                           | 5                           | —                  | —                  | —                  | 38    | 1     | 0       |
| Torino            | Total             | 86                  | 12                  | 14                  | 19               | 5                | 3                | 12                          | 1                           | 6                           | 0                  | 0                  | 0                  | 117   | 18    | 23      |
| Pescara           | 1987–88           | 28                  | 3                   | 2                   | 7                | 4                | 0                | —                           | —                           | —                           | —                  | —                  | —                  | 35    | 7     | 2       |
| Pescara           | 1988–89           | 34                  | 3                   | 5                   | 8                | 1                | 0                | —                           | —                           | —                           | —                  | —                  | —                  | 42    | 4     | 5       |
| Pescara           | Total             | 62                  | 6                   | 7                   | 15               | 5                | 0                | 0                           | 0                           | 0                           | 0                  | 0                  | 0                  | 77    | 11    | 7       |
| Flamengo          | 1989              | 15                  | 1                   | 0                   | 3                | 1                | 0                | 2                           | 0                           | 0                           | 3                  | 1                  | 0                  | 23    | 3     | 0       |
| Flamengo          | 1990              | 12                  | 0                   | 0                   | 5                | 0                | 0                | 0                           | 0                           | 0                           | 37                 | 3                  | 7                  | 54    | 3     | 7       |
| Flamengo          | 1991              | 16                  | 0                   | 6                   | 0                | 0                | 0                | 14                          | 2                           | 7                           | 41                 | 5                  | 7                  | 71    | 7     | 20      |
| Flamengo          | 1992              | 25                  | 9                   | 7                   | 0                | 0                | 0                | 6                           | 1                           | 2                           | 25                 | 6                  | 4                  | 56    | 16    | 13      |
| Flamengo          | 1993              | 0                   | 0                   | 0                   | 8                | 1                | 3                | 10                          | 1                           | 4                           | 23                 | 3                  | 5                  | 41    | 5     | 12      |
| Flamengo          | Total             | 68                  | 10                  | 13                  | 16               | 2                | 3                | 32                          | 4                           | 13                          | 129                | 18                 | 23                 | 245   | 34    | 52      |
| Total na carreira | Total na carreira | 410                 | 34                  | 63                  | 50               | 12               | 6                | 73                          | 6                           | 25                          | 537                | 53                 | 61                 | 1070  | 105   | 155     |

- a. ^ Jogos da Copa do Brasil e Copa da Itália
- b. ^ Jogos da Copa Libertadores da América, Supercopa dos Campeões da Libertadores e Liga Europa da UEFA
- c. ^ Jogos do Campeonato Carioca,Amistosos,Torneios e Copa Intercontinental

|          | Data                   | Local                                      | Resultado | Adversário        | Gols | Assist. | Competição                           |
| -------- | ---------------------- | ------------------------------------------ | --------- | ----------------- | ---- | ------- | ------------------------------------ |
| Flamengo |                        |                                            |           |                   |      |         |                                      |
|          | 3 de julho de 1981     | Mineirão, Belo Horizonte, Brasil           | 2–2       | Atlético Mineiro  | 0    | 0       | Copa Libertadores da América de 1981 |
|          | 14 de julho de 1981    | Maracanã, Rio de Janeiro, Brasil           | 5–2       | Cerro Porteño     | 0    | 1       | Copa Libertadores da América de 1981 |
|          | 24 de julho de 1981    | Maracanã, Rio de Janeiro, Brasil           | 1–1       | Olimpia           | 0    | 0       | Copa Libertadores da América de 1981 |
|          | 7 de agosto de 1981    | Maracanã, Rio de Janeiro, Brasil           | 2–2       | Atlético Mineiro  | 0    | 0       | Copa Libertadores da América de 1981 |
|          | 11 de agosto de 1981   | Defensores del Chaco, Assunção, Paraguai   | 4–2       | Cerro Porteño     | 0    | 0       | Copa Libertadores da América de 1981 |
|          | 14 de agosto de 1981   | Defensores del Chaco, Assunção, Paraguai   | 0–0       | Olimpia           | 0    | 0       | Copa Libertadores da América de 1981 |
|          | 21 de agosto de 1981   | Serra Dourada, Goiânia, Brasil             | 0–0       | Atlético Mineiro  | 0    | 0       | Copa Libertadores da América de 1981 |
|          | 15 de setembro de 1981 | Maracanã, Rio de Janeiro, Brasil           | 2–0       | Boca Juniors      | 0    | 0       | Amistoso                             |
|          | 2 de outubro de 1981   | Pascual Guerrero, Cáli, Colômbia           | 1–0       | Deportivo Cali    | 0    | 1       | Copa Libertadores da América de 1981 |
|          | 13 de outubro de 1981  | Félix Capriles, Cochabamba, Bolívia        | 2–1       | Jorge Wilstermann | 0    | 0       | Copa Libertadores da América de 1981 |
|          | 23 de outubro de 1981  | Maracanã, Rio de Janeiro, Brasil           | 3–0       | Deportivo Cali    | 0    | 1       | Copa Libertadores da América de 1981 |
|          | 28 de outubro de 1981  | Maracanã, Rio de Janeiro, Brasil           | 4–1       | Jorge Wilstermann | 0    | 0       | Copa Libertadores da América de 1981 |
|          | 13 de novembro de 1981 | Maracanã, Rio de Janeiro, Brasil           | 2–1       | Cobreloa          | 0    | 0       | Copa Libertadores da América de 1981 |
|          | 20 de novembro de 1981 | Estádio Nacional, Santiago, Chile          | 0–1       | Cobreloa          | 0    | 0       | Copa Libertadores da América de 1981 |
|          | 23 de novembro de 1981 | Estádio Centenário, Montevidéu, Uruguai    | 2–0       | Cobreloa          | 0    | 0       | Copa Libertadores da América de 1981 |
|          | 26 de novembro de 1981 | Raulino de Oliveira, Volta Redonda, Brasil | 5–1       | Volta Redonda     | 0    | 0       | Campeonato Carioca de 1981           |
|          | 29 de novembro de 1981 | Maracanã, Rio de Janeiro, Brasil           | 0–2       | Vasco da Gama     | 0    | 0       | Campeonato Carioca de 1981           |
|          | 2 de dezembro de 1981  | Maracanã, Rio de Janeiro, Brasil           | 0–1       | Vasco da Gama     | 0    | 0       | Campeonato Carioca de 1981           |
|          | 6 de dezembro de 1981  | Maracanã, Rio de Janeiro, Brasil           | 2–1       | Vasco da Gama     | 0    | 1       | Campeonato Carioca de 1981           |
|          | 13 de dezembro de 1981 | Estádio Nacional, Tóquio, Japão            | 3–0       | Liverpool         | 0    | 0       | Copa Europeia/Sul-Americana de 1981  |

Resumo - Flamengo
| Ano   | Jogos | Gols |
| ----- | ----- | ---- |
| 1974  | 11    | 2    |
| 1975  | 79    | 0    |
| 1976  | 66    | 4    |
| 1977  | 55    | 2    |
| 1978  | 79    | 13   |
| 1979  | 75    | 6    |
| 1980  | 62    | 5    |
| 1981  | 59    | 3    |
| 1982  | 56    | 4    |
| 1983  | 61    | 4    |
| 1984  | 28    | 1    |
| 1989  | 22    | 2    |
| 1990  | 51    | 3    |
| 1991  | 73    | 7    |
| 1992  | 56    | 16   |
| 1993  | 41    | 5    |
| Total | 874   | 77   |

#### Seleção Brasileira
Abaixo estão listados todos jogos e gols do futebolista pela Seleção Brasileira. Abaixo da tabela, clique em expandir para ver a lista detalhada dos jogos de acordo com a categoria selecionada.
Seleção principal

| Ano   |       |      |         |       |                               |         |
| Ano   | Jogos | Gols | Assist. | Média | Penalizado com cartão amarelo | Expulso |
| ----- | ----- | ---- | ------- | ----- | ----------------------------- | ------- |
| 1979  | 6     | 0    | 1       | 0,16  | 0                             | 0       |
| 1980  | 9     | 0    | 1       | 0,11  | 0                             | 0       |
| 1981  | 16    | 3    | 1       | 0,25  | 0                             | 0       |
| 1982  | 11    | 3    | 3       | 0,54  | 1                             | 0       |
| 1983  | 10    | 0    | 0       | 0     | 0                             | 0       |
| 1984  | 1     | 0    | 0       | 0     | 0                             | 0       |
| 1985  | 5     | 0    | 1       | 0,20  | 0                             | 0       |
| 1986  | 6     | 0    | 1       | 0,16  | 0                             | 0       |
| 1987  | 0     | 0    | 0       | 0     | 0                             | 0       |
| 1988  | 0     | 0    | 0       | 0     | 0                             | 0       |
| 1989  | 1     | 0    | 0       | 0     | 0                             | 0       |
| 1990  | 0     | 0    | 0       | 0     | 0                             | 0       |
| 1991  | 0     | 0    | 0       | 0     | 0                             | 0       |
| 1992  | 8     | 0    | 1       | 0,12  | 0                             | 1       |
| 1993  | 0     | 0    | 0       | 0     | 0                             | 0       |
| Total | 73    | 6    | 9       | 0,20  |                               |         |

Jogos pela Seleção Brasileira
Incompleta. Também faltam informações sobre os gols marcados.
| #  | Data        | Partida                       | Competição                              | Gols |
| -- | ----------- | ----------------------------- | --------------------------------------- | ---- |
| 01 | 10 Jun 1976 | Camarões 1x1 Brasil           | Amistoso                                |      |
| 02 | 18 Jul 1976 | Brasil 0x0 Alemanha           | Torneio Olímpico de Futebol - Grupo A   |      |
| 03 | 25 Jul 1976 | Brasil 4x1 Israel             | Torneio Olímpico de Futebol - 4as-final |      |
| 04 | 27 Jul 1976 | Brasil 0x2 Polónia            | Torneio Olímpico de Futebol - Semifinal |      |
| 05 | 29 Jul 1976 | Brasil 0x2 União Soviética    | Torneio Olímpico de Futebol - 3o Lugar  |      |
| 06 | 17 May 1979 | Brasil 6x0 Paraguai           | Amistoso                                |      |
| 07 | 31 May 1979 | Brasil 5x1 Uruguai            | Amistoso                                |      |
| 08 | 26 Jul 1979 | Bolívia 2x1 Brasil            | Copa America                            |      |
| 09 | 16 Aug 1979 | Brasil 2x0 Bolívia            | Copa America                            |      |
| 10 | 23 Aug 1979 | Argentina 2x2 Brasil          | Copa America                            |      |
| 11 | 15 Jun 1980 | Brasil 1x2 União Soviética    | Amistoso                                |      |
| 12 | 24 Jun 1980 | Brasil 2x1 Chile              | Amistoso                                |      |
| 13 | 29 Jun 1980 | Brasil 1x1 Polónia            | Amistoso                                |      |
| 14 | 27 Aug 1980 | Brasil 1x0 Uruguai            | Amistoso                                |      |
| 15 | 25 Sep 1980 | Paraguai 1x2 Brasil           | Amistoso                                |      |
| 16 | 30 Oct 1980 | Brasil 6x0 Paraguai           | Amistoso                                |      |
| 17 | 21 Dec 1980 | Brasil 2x0 Suíça              | Amistoso                                |      |
| 18 | 04 Jan 1981 | Argentina 1x1 Brasil          | Mundialito                              |      |
| 19 | 07 Jan 1981 | Alemanha 1x4 Brasil           | Mundialito                              |      |
| 20 | 10 Jan 1981 | Uruguai 2x1 Brasil            | Mundialito - Final                      |      |
| 21 | 01 Feb 1981 | Colômbia 1x1 Brasil           | Amistoso                                |      |
| 22 | 08 Feb 1981 | Venezuela 0x1 Brasil          | Eliminatórias da Copa do Mundo          |      |
| 23 | 14 Feb 1981 | Equador 0x6 Brasil            | Amistoso                                |      |
| 24 | 22 Feb 1981 | Bolívia 1x2 Brasil            | Eliminatórias da Copa do Mundo          |      |
| 25 | 14 Mar 1981 | Brasil 2x1 Chile              | Amistoso                                |      |
| 26 | 22 Mar 1981 | Brasil 3x1 Bolívia            | Eliminatórias da Copa do Mundo          |      |
| 27 | 29 Mar 1981 | Brasil 5x0 Venezuela          | Eliminatórias da Copa do Mundo          |      |
| 28 | 12 May 1981 | Inglaterra 0x1 Brasil         | Amistoso                                |      |
| 29 | 15 May 1981 | França 1x3 Brasil             | Amistoso                                |      |
| 30 | 19 May 1981 | Alemanha 1x2 Brasil           | Amistoso                                |      |
| 31 | 08 Jul 1981 | Brasil 1x1 Espanha            | Amistoso                                |      |
| 32 | 26 Aug 1981 | Chile 0x0 Brasil              | Amistoso                                |      |
| 33 | 24 Sep 1981 | Brasil 6x0 Combinado irlandês | Amistoso                                |      |
| 34 | 28 Oct 1981 | Brasil 3x0 Bulgária           | Amistoso                                |      |
| 35 | 26 Jan 1982 | Brasil 3x1 Alemanha           | Amistoso                                |      |
| 36 | 03 Mar 1982 | Brasil 1x1 Tchéquia           | Amistoso                                |      |
| 37 | 21 Mar 1982 | Brasil 1x0 Alemanha Oriental  | Amistoso                                | 1    |
| 38 | 05 May 1982 | Brasil 3x1 Portugal           | Amistoso                                |      |
| 39 | 19 May 1982 | Brasil 1x1 Suíça              | Amistoso                                |      |
| 40 | 27 May 1982 | Brasil 7x0 Irlanda            | Amistoso                                |      |
| 41 | 14 Jun 1982 | Brasil 2x1 União Soviética    | Copa do Mundo - Fase de Grupos          | 0    |
| 42 | 18 Jun 1982 | Brasil 4x1 Escócia            | Copa do Mundo - Fase de Grupos          | 0    |
| 43 | 23 Jun 1982 | Brasil 4x0 Nova Zelândia      | Copa do Mundo - Fase de Grupos          | 0    |
| 44 | 02 Jul 1982 | Brasil 3x1 Argentina          | Copa do Mundo - 2a Fase: Grupo C        | 1    |
| 45 | 05 Jul 1982 | Itália 3x2 Brasil             | Copa do Mundo - 2a Fase: Grupo C        | 0    |
| 46 | 28 Apr 1983 | Brasil 3x2 Chile              | Amistoso                                |      |
| 47 | 28 Jul 1983 | Chile 0x0 Brasil              | Amistoso                                |      |
| 48 | 17 Aug 1983 | Equador 0x1 Brasil            | Copa America                            |      |
| 49 | 24 Aug 1983 | Argentina 1x0 Brasil          | Copa America                            |      |
| 50 | 01 Sep 1983 | Brasil 5x0 Equador            | Copa America                            |      |
| 51 | 14 Sep 1983 | Brasil 0x0 Argentina          | Copa America                            |      |
| 52 | 13 Oct 1983 | Paraguai 1x1 Brasil           | Copa America                            |      |
| 53 | 20 Oct 1983 | Brasil 0x0 Paraguai           | Copa America                            |      |
| 54 | 27 Oct 1983 | Uruguai 2x0 Brasil            | Copa America                            |      |
| 55 | 04 Nov 1983 | Brasil 1x1 Uruguai            | Copa America                            |      |
| 56 | 10 Jun 1984 | Brasil 0x2 Inglaterra         | Amistoso                                |      |
| 57 | 02 Jun 1985 | Bolívia 0x2 Brasil            | Eliminatórias da Copa do Mundo          |      |
| 58 | 08 Jun 1985 | Brasil 3x1 Chile              | Amistoso                                |      |
| 59 | 16 Jun 1985 | Paraguai 0x2 Brasil           | Eliminatórias da Copa do Mundo          |      |
| 60 | 23 Jun 1985 | Brasil 1x1 Paraguai           | Eliminatórias da Copa do Mundo          |      |
| 61 | 30 Jun 1985 | Brasil 1x1 Bolívia            | Eliminatórias da Copa do Mundo          |      |
| 62 | 07 May 1986 | Brasil 1x1 Chile              | Amistoso                                |      |
| 63 | 01 Jun 1986 | Brasil 1x0 Espanha            | Copa do Mundo FIFA - Group D            | 0    |
| 64 | 06 Jun 1986 | Brasil 1x0 Argélia            | Copa do Mundo FIFA - Group D            | 0    |
| 65 | 12 Jun 1986 | Brasil 3x0 Irlanda do Norte   | Copa do Mundo FIFA - Group D            | 0    |
| 66 | 16 Jun 1986 | Brasil 4x0 Polónia            | Copa do Mundo FIFA - 8as-finais         | 0    |
| 67 | 21 Jun 1986 | França 1x1 (3x4) Brasil       | Copa do Mundo FIFA - 4as-finais         | 0    |
| 68 | 27 Mar 1989 | Resto do Mundo 2x1 Brasil     | ZICO'S FAREWELL                         |      |
| 69 | 15 Apr 1992 | Brasil 3x1 Finlândia          | Amistoso                                |      |
| 70 | 30 Apr 1992 | Uruguai 1x0 Brasil            | Amistoso                                |      |
| 71 | 17 May 1992 | Inglaterra 1x1 Brasil         | Amistoso                                |      |
| 72 | 31 Jul 1992 | México 0x5 Brasil             | FRIENDSHIP CUP                          |      |
| 73 | 26 Aug 1992 | França 0x2 Brasil             | Amistoso                                |      |
| 74 | 23 Sep 1992 | Brasil 4x2 Costa Rica         | Amistoso                                |      |
| 75 | 26 Nov 1992 | Brasil 1x2 Uruguai            | Amistoso                                |      |
| 76 | 16 Dec 1992 | Brasil 3x1 Alemanha           | Amistoso                                |      |

### Como treinador

#### Clubes
| Clube             | Temporada         | Campeonato nacional | Campeonato nacional | Campeonato nacional | Campeonato nacional | Copa nacional[a] | Copa nacional[a] | Copa nacional[a] | Copa nacional[a] | Competições continentais[b] | Competições continentais[b] | Competições continentais[b] | Competições continentais[b] | Outros torneios[c] | Outros torneios[c] | Outros torneios[c] | Outros torneios[c] | Total | Total | Total | Total | Total |
| Clube             | Temporada         | J                   | V                   | E                   | D                   | J                | V                | E                | D                | J                           | V                           | E                           | D                           | J                  | V                  | E                  | D                  | J     | V     | E     | D     | A     |
| ----------------- | ----------------- | ------------------- | ------------------- | ------------------- | ------------------- | ---------------- | ---------------- | ---------------- | ---------------- | --------------------------- | --------------------------- | --------------------------- | --------------------------- | ------------------ | ------------------ | ------------------ | ------------------ | ----- | ----- | ----- | ----- | ----- |
| Flamengo          | 1993              | 0                   | 0                   | 0                   | 0                   | —                | —                | —                | —                | 0                           | 0                           | 0                           | 0                           | 0                  | 0                  | 0                  | 0                  | 0     | 0     | 0     | 0     | 0%    |
| Flamengo          | 1994              | —                   | —                   | —                   | —                   | —                | —                | —                | —                | —                           | —                           | —                           | —                           | 0                  | 0                  | 0                  | 0                  | 0     | 0     | 0     | 0     | 0%    |
| Flamengo          | Total             | 0                   | 0                   | 0                   | 0                   | 0                | 0                | 0                | 0                | 0                           | 0                           | 0                           | 0                           | 0                  | 0                  | 0                  | 0                  | 54    | 0     | 0     | 0     | 0%    |
| Flamengo          | 1997              | —                   | —                   | —                   | —                   | 0                | 0                | 0                | 0                | —                           | —                           | —                           | —                           | 0                  | 0                  | 0                  | 0                  | 23    | 0     | 0     | 0     | 0%    |
| Flamengo          | Total             | 0                   | 0                   | 0                   | 0                   | 0                | 0                | 0                | 0                | 0                           | 0                           | 0                           | 0                           | 0                  | 0                  | 0                  | 0                  | 23    | 0     | 0     | 0     | 0%    |
| Corinthians       | 2003              | 3                   | 1                   | 0                   | 2                   | —                | —                | —                | —                | —                           | —                           | —                           | —                           | —                  | —                  | —                  | —                  | 3     | 1     | 0     | 2     | 44,4% |
| Corinthians       | Total             | 3                   | 1                   | 0                   | 2                   | 0                | 0                | 0                | 0                | 0                           | 0                           | 0                           | 0                           | 0                  | 0                  | 0                  | 0                  | 3     | 1     | 0     | 2     | 44,4% |
| Total na carreira | Total na carreira | 0                   | 0                   | 0                   | 0                   | 0                | 0                | 0                | 0                | 0                           | 0                           | 0                           | 0                           | 0                  | 0                  | 0                  | 0                  | 80    | 0     | 0     | 0     | 0%    |

- a. ^ Jogos da Copa do Brasil
- b. ^ Jogos da Supercopa Sul-Americana
- c. ^ Jogos da Copa Rio, Amistoso, Campeonato Carioca e Torneio Rio-São Paulo

## Títulos como jogador de futebol
Flamengo
- Copa Intercontinental: 1981
- Copa Libertadores da América: 1981
- Campeonato Brasileiro: 1980, 1982, 1983 e 1992
- Copa do Brasil: 1990
- Campeonato Carioca: 1974, 1978, 1979, 1979 (especial), 1981 e 1991

Torino
- Copa Mitropa: 1991

Seleção Brasileira
- Taça Brasil-Inglaterra: 1981
- Torneio da Amizade: 1992

### Prêmios individuais
- Bola de Prata (Placar): 1980, 1983, 1984, 1991 e 1992[34]
- Seleção Ideal do Mundo (Guerin Sportivo): 1981[35]
- Seleção da Copa do Mundo FIFA: 1982[36]
- Seleção do Campeonato Italiano: 1984–85[37]
- Melhor Jogador do Campeonato Italiano: 1984–85[38][39]
- Bola de Ouro (Placar): 1992[40]
- Melhor Jogador do Campeonato Brasileiro: 1992[41]
- Seleção Ideal da América do Sul: 1992[42]
- FIFA 100: 2004[43]
- Segundo Maior ídolo da História do Flamengo (O Globo): 2020[44]
- Indicado ao Bola de Ouro Dream Team: 2020[45]
- Seleção Brasileira de Todos os Tempos pela IFFHS (Time C): 2021[46]
- Melhor lateral da história do Clube de Regatas do Flamengo (portal ge): 2023[47]

Honrarias
- Júnior é homenageado com Busto na Sede social do Clube de Regatas do Flamengo[48]

### Recordes
- Jogador com mais partidas pelo Flamengo: 876[49]

## Títulos como jogador de futebol de areia
Seleção Brasileira
- Copa do Mundo: 1995, 1996, 1997, 1998 e 1999 e 2000
- Campeonato Sul-Americano: 1994, 1995, 1996, 1997, 1998 e 1999

### Prêmios individuais
- Melhor Jogador da Copa do Mundo de Futebol de Areia: 1995, 1997, 1998 e 2000
- Beach Soccer Stars Legends Awards: 2019[50]

Artilharias
Seleção Brasileira
- Copa do Mundo:  1997 (11 gols)
- Copa do Mundo:  1998 (14 gols)
- Copa do Mundo:  1999 (10 gols)
- Copa do Mundo:  2000 (13 gols)

## Biografias
- "Minha Paixão Pelo Futebol" (coleção Gol de Letras), Editora Rocco, 2010.[51]